# Общество дилетантов

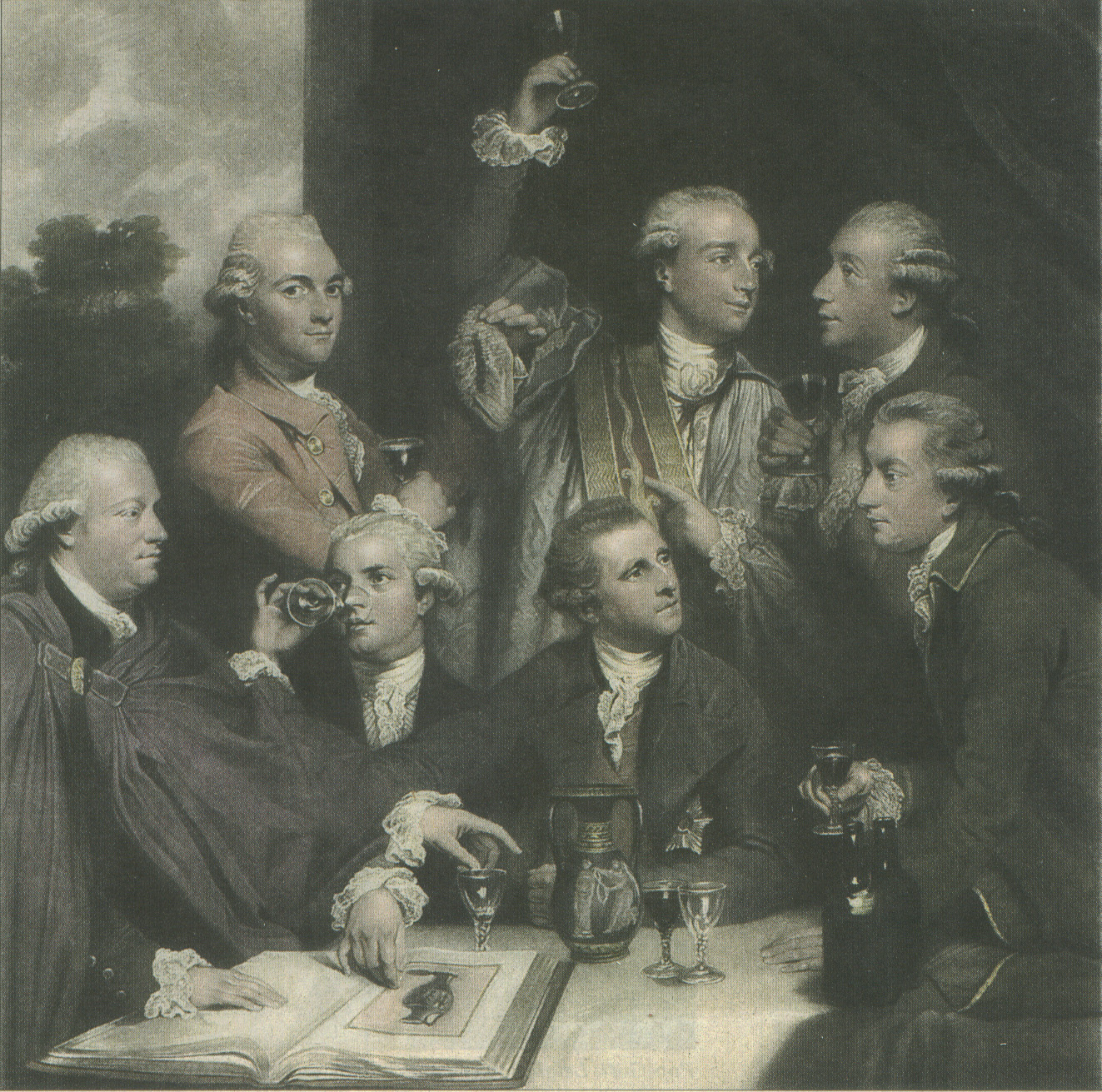
Общество дилетантов. Гравюра К. Тёрнера по картине Дж. Рейнольдса (ок. 1779)

Общество дилетантов (англ. Society of Dilettanti) — английский аристократический клуб, общество, созданное путешественниками и собирателями антиков — предметов античного искусства, вывозимых из разных стран, прежде всего Греции и Италии, для их изучения, жертвования музеям и частным собраниям, украшения ими собственных поместий, замков и дворцов. Общество действует по настоящее время.

## История и деятельность общества
Идея такого объединения появилась впервые в 1732 году, а оформлено общество было в качестве Лондонского дайнинг-клуба в 1734 году группой молодых британцев, «любителей выпить за греческий вкус и римский дух», и уже совершивших свой Grand Tour. Формальным председателем общества был Фрэнсис Дэшвуд, 15-й барон Деспенсер, а инициатором, автором идеи и душой общества — Джон Монтегю, 4-й граф Сэндвич. Позднее к обществу присоединились известные аристократы: драматург, директор королевского театра и актёр Дэвид Гаррик, живописец, первый президент Королевской Академии художеств, сэр Джошуа Рейнольдс, археолог-любитель и нумизмат Ричард Пэйн Найт, политический деятель граф Абердин, дипломат и коллекционер античных ваз Уильям Гамильтон и многие другие. Члены Общества вносили значительные суммы в качестве членских взносов и добровольных пожертвований, отчего Общество стало влиятельным в аристократических кругах.
Слово «дилетант» в XVIII веке не имело отрицательных коннотаций, оно означало прежде всего энтузиастов занимающихся каким-либо делом ради собственного удовольствия, а не за плату. У «Общества дилетантов» были противники. Аристократ, писатель и путешественник Хорас Уолпол осудил членов Общества за «легкомыслие и безнравственность».
Для реализации своей цели члены «Общества дилетантов» на собственные средства снаряжали экспедиции в Грецию и Италию. Так, командированные Обществом археолог Николас Реветт и шотландский архитектор, живописец и скульптор Джеймс Стюарт, по прозванию Стюарт Афинский, в 1751—1753 годах совершили поездку в Грецию (ранее, в 1742—1750 гг., Стюарт работал в Риме). Греция в то время была завоёвана османской Турцией, и только англичанам, да и то с превеликим трудом удавалось туда проникнуть. В 1748 году Ревет и Стюарт вместе с шотландским живописцем, гравёром, археологом-любителем и коллекционером античной скульптуры Гэвином Гамильтоном и Мэтью Бреттингхэмом отправились в Неаполь, а оттуда — через Балканы в Грецию, посетили Салоники. В Афинах члены экспедиции занимались изучением и обмерами памятников древнегреческой архитектуры, в том числе Парфенона афинского Акрополя.
По результатом поездки Стюарта и Реветта «Общество дилетантов» подготовило издание «Древности Афин» («Antiquities of Athens») в 3-х томах (1762, 1787, 1794; 4-й том издан в 1815 году). Роскошные альбомы «in folio» (большого формата) снабжены чертежами и гравюрами. В дальнейшем многие памятники, обмеренные и зарисованные Реветтом и Стюартом, были утрачены или сильно разрушены, что сделало их работу уникальной для истории искусства. Издание оказало значительное влияние на многих художников неоклассицизма и, прежде всего, на формирование движения «греческого возрождения» («Greek Revival») в Англии, апогей которого приходится на начало XIX века.
Другой стипендиат Общества, исследователь классического искусства, антикварий Ричард Чендлер в 1764—1766 годах исследовал руины Баальбека и Пальмиры.
В 1812—1813 годах «Общество дилетантов» организовало экспедицию в Грецию и Малую Азию. По её результатам в 1817 году выпущен том «Неизданные древности Аттики» («Unedited Antiquites of Attica»). Авторитет Общества несколько пострадал после дискредитации одного из главных знатоков — литератора и коллекционера Ричарда Пэйна Найта, который не распознал в мраморах Парфенона — фрагментах скульптур фронтонов и фриза, привезённых в 1807 году в Англию лордом Т. Б. Элджином, — их ценности. Найт, следуя ошибочной атрибуции, посчитал эти шедевры высокой классики века Перикла посредственными произведениями времени правления римского императора Адриана (117—138). В 1831 году Общество признало мнение Найта ошибочным и избрало лорда Элджина своим членом. Однако и Найт стал автором популярного в своё время сочинения «Аналитическое исследование о принципах вкуса» («An Analytic Inquiry into the Principles of Taste», 1805).
Одновременно с возникновением термина «дилетант», в смысле «увлечённый любитель», возник термин «антикварий». В отличие от современного слова «антиквар», этот термин использовали для обозначения человека, который интересуется только вещами — артефактами. Наиболее ярким представителем антиквариев во Франции был граф де Келюс. В XVIII веке между антиквариями и филологами, изучавшими научную историю искусства преимущественно по книгам, разгорелась настоящая война. Первые опирались исключительно на археологические открытия, вторые иронично называли любителей-археологов, в том числе членов Общества дилетантов, любителями «разбитых горшков и дырявых кастрюль».
Общество дилетантов существует до настоящего времени. Насчитывает 60 членов, избираемых путём тайного голосования. Церемония принятия в ряды Общества проводится в Лондонском клубе. Общество делает ежегодные пожертвования в Британские школы в Риме и Афинах, а отдельный фонд, созданный в 1984 году, оказывает финансовую помощь для посещения археологических раскопок и музеев.

## Известные «дилетанты»
- Френсис Дэшвуд
- Джон Монтегю, 4-й граф Сэндвич
- Вуд, Роберт (писатель)
- Гаррик, Дэвид
- Чарльз Фрэнсис Гревиль
- граф Абердин
- Уильям Гамильтон
- Кокерелл, Чарльз Роберт
- Найт, Ричард Пэйн
- Герцог Лидский
- Реветт, Николас
- Рейнольдс, Джошуа
- Стюарт, Джеймс (археолог)
- Таунли, Чарльз
- Томас Брюс, 7-й граф Элгин
- Уильям Гелл
- Юг, Пьер-Франсуа, барон д'Анкарвиль